# Lenguas uighúricas orientales
Las lenguas uighúricas orientales, o lenguas carlucas orientales, son una de las dos ramas de lenguas uighúricas de la familia de lenguas túrquicas.